# X X X
「X X X」（キス・キス・キス）は、日本のロックバンド、L'Arc〜en〜Cielの38枚目のシングル。2011年10月12日発売。発売元はKi/oon Records。

## 概要
前作「GOOD LUCK MY WAY」以来約3ヶ月半ぶりとなるシングルリリースで、L'Arc〜en〜Cielの2011年第2弾シングルとして発表された作品。本作のレコーディングは、2010年9月頃から本格的に制作が開始されたアルバム『BUTTERFLY』の録音作業の期間中に行われている。
本作の表題曲「X X X」は、「R&Bとメタルをくっつける」というコンセプトに基づいて、hydeが制作した楽曲となっている。hydeは、今回R&Bとロック／メタルをミックスした楽曲を作ろうと思った背景について「ある意味、ロックへのアンチテーゼというか…最近のロックと言われているものよりも、実はポップスやR&Bのほうがヘヴィだったりロックだったりするなって思うことが多くて。だからそこをあえてミックスしてロックとポップスの両立を目指そうと。言ってしまえばL'Arc〜en〜Cielっていうバンドでどういうカッコいいことができるか、自分の中で考えてプロデュースした感じです」と述べている。また、hydeは本作発売年に受けたインタビューで、ポップスの中にロックを感じることがあると述べている。さらにhydeは、同インタビューの中でモーニング娘。が1999年に発表した楽曲「LOVEマシーン」に触れたうえで、ロックとポップスについて「ロックということに関しては、いろんな角度があるし、個人によって定義が違うと思うから、そういう意味で、すごく広い意味を持ってて、難しいけど…。でも、面白いなぁと思ったのは、もうだいぶ前になるんだけど、モーニング娘。が「LOVEマシーン」をリリースした時、ロックだなと思ったのを覚えてますね。こう…業界をなめた感じもあったし、ものすごく勢いもあった。はみ出してたんですよね。そういう意味では、曲がポップスであっても、ロックを感じる方法ってたくさんあるから、一概になんか…言葉にするのは難しい」と語っている。
なお、この曲は本作発売以降に開催したライヴにおいて、頻繁にセットリストに組み込まれる人気曲の一つとなっており、L'Arc〜en〜Cielの2010年代以降のライヴにおけるスタンダードソングとなっている。ちなみに、2012年に世界10都市で開催したライヴツアー「WORLD TOUR 2012」のマディソン・スクエア・ガーデン公演でもこの曲が披露されている。余談だが、2012年3月27日に米国紙『ニューヨークタイムズ』に同公演のライヴレポートが掲載されているが、そこでポピュラー音楽評論家のジョン・ペアレスは「多くの楽曲がメタリカ、U2、デペッシュ・モードやデヴィッド・ボウイのようなギター・ロックでありながら、"X X X"のダンス・ポップのようなタッチの、アメリカのロックバンドがやらないスタイルの曲もこなしている」と、この曲に触れたうえでバンドの音楽性の多彩さを評している。また、2022年に発表された『1998年から2022年現在までのラルクのオススメ5曲』というレコメンド記事において、執筆者である高橋翔（ex.昆虫キッズ）はこの曲を選曲している。この記事において、高橋は「発端はR&Bを意識した楽曲制作と語っているけど、どう形容していいかわからない、ゴージャスでポップでセクシーなアレンジは、ラルクというブランドの新しい側面を提示した曲になっている」とこの曲にコメントを寄せている。（詳細は楽曲解説の項目を参照）
また、カップリング曲には、2004年発表のシングル「自由への招待」から前作「GOOD LUCK MY WAY」までの作品に収録していた、パートチェンジバンド、P'UNK〜EN〜CIELによるL'Arc〜en〜Cielの楽曲のセルフカバーではなく、L'Arc〜en〜Cielの過去の楽曲をアコースティック・アレンジした"L'Acoustic Version（読み：ラコースティックヴァージョン）"を収録している。アコースティックヴァージョンのプロデュースは、P'UNK〜EN〜CIELのときと同様に、メンバー4人が持ち回りで担当することになっている。ちなみに、当初はtetsuyaが考案した「L'Arc-Un-plugged」というバンド名で音源を制作する予定であったが、Unpluggedが商標化されていたことから、現在の副題に変更されることになった。このアレンジ企画について、kenは「タイトル曲と全く違う世界を見せられるからいいことですよね。作り込んだ形と、素直な面、その両面を見せられるチャンスだと。これはこれで新しいL'Arc〜en〜Cielを感じてもらえるんじゃないかな」と述べている。余談だが、P'UNK〜EN〜CIELの次のカップリング企画として、このアコースティックヴァージョン以外にも、「バンドメンバーがソロ名義もしくは別バンドで発表した楽曲をL'Arc〜en〜Cielでカバーする」という企画をtetsuyaが提案していたが、hydeにより却下されている。
なお、本作の表題曲ならびにカップリング曲にはタイアップが付いていない。そのため本作は、メジャーデビュー以降に発表したシングルとしては1999年4月発売の「HEAVEN'S DRIVE」以来2作目となるタイアップ楽曲を含まないCDシングル作品になった。

## リリース

### リリースの経緯
今回のシングル表題曲を決めるにあたり、スタッフは「X X X」ではなく他の楽曲を推薦していたという。ただ、メンバー4人が全員一致でこの曲を推薦したこともあり、シングル化が決定している。
作詞・作曲を担当したhydeは本作発売当時に受けたインタビューの中で、このエピソードについて「メンバーがこれをシングルにしたいって言ってくれたのは嬉しかったですね。"お、さすが！わかってるね"って（笑）」と述懐している。また、tetsuyaは「X X X」をシングル表題曲に推薦した理由について「覚えやすいし、メロディアスでキャッチーだし、オトナな曲だなって思いました。スタッフからの評判はそんなに高くなかったんですが、僕はシングルとして十分に成り立つだろうということは最初から思っていましたし、「GOOD LUCK MY WAY」の次にこの曲をリリースするのは良いなと思いましたね」と述べている。

### リリースプロモーション
本作のリリースプロモーションとして、写真週刊誌『FRIDAY』に＜熱愛スクープ "まさかの" メンバー全員超ラブラブ ラルク アン シエル キス！キス！キス！＞と題した誌面が掲載された。誌面には、メンバー同士がキスをしているように見える盗撮風の写真が掲載されており、文面はあいたいのクリエイティブディレクターを務める稗田倫広が週刊誌のトーンを研究し、FRIDAY風に書き上げたPR記事として綴っている。なお、週刊誌の発売2日前には、L'Arc〜en〜Cielの公式サイトが＜メンバーに関する情報が掲載されますが、内容は事実と異なります。また、本件に関するコメントは差し控えさせていただきます＞という報道内容を否定するコメントを掲載している。このコメントが引き金となり、ファンの間でさまざまな憶測を呼ぶこととなり、Twitter（現：X）やFacebookを中心にこの宣伝の話題が盛り上がり、結果としてファン層からその外側へと拡大するプロモーションとなった。

### リリース形態
本作は、初回生産限定盤（CD＋DVD）と通常盤（CD）の2形態でリリースされている。初回盤には「X X X」のミュージック・ビデオが収録されたDVDが付属している。ジャケットは、L'Arc〜en〜Cielの作品では珍しくメンバー4人全員が写っているデザインとなっており、寝そべっている隣同士のメンバーの胸部に頭をのせ、4人で輪になるという構図になっている。なお、メンバーがCDシングルにおいて、初回盤・通常盤ともにジャケットの表を飾るのは、インディーズシングル「Floods of tears／夜想花」以来のことであり、現在のメンバーになってからは初となる。また、初回生産限定盤と通常盤（初回仕様限定）には、「ワクワク☆ラルク アン シール」（全8種のうち1種）を封入、さらに通常盤（初回仕様限定）のみ「着せ替えジャケット」が封入（全4種のうち1種）されている。また、本作には「ワクワク☆ラルク アン シール フルコンプリート コレクションファイル」の抽選に応募するためのチラシも封入されている。

### チャート
本作は発売初週となる2011年10月24日付のオリコン週間シングルチャートで、2008年4月に発表した「DRINK IT DOWN」以来約3年半ぶり通算21作目の首位を獲得している。これによりL'Arc〜en〜Cielは、1990年代・2000年代・2010年代の「3つの十年代連続」でオリコン週間シングルチャートの首位獲得を達成したことになった。なお、この「3つの十年代連続での首位獲得」は、ロックバンドとしてはサザンオールスターズ、B'zに次ぐ史上3組目の快挙となった。また、表題曲はBillboard JAPANの週間総合チャート、Hot 100においても初の首位を獲得、着うたフルの有料ダウンロード数を集計したRIAJ有料音楽配信チャートでも初の首位を獲得している。

## ミュージックビデオ
表題曲「X X X」のミュージック・ビデオは、内野政明がディレクターを務めた作品となっている。映像は『旧約聖書』における「楽園追放」をテーマとした内容となっている。
なお、今回のミュージック・ビデオ撮影、そしてジャケットのアートワーク制作には、作詞・作曲を手掛けたhydeの意見が多く反映されているという。hydeは2012年に自身が発表した自叙伝の中で、今回のミュージックビデオ及びジャケットの制作を振り返り「「X X X」のジャケットは、俺が考えたんだ。あれはメンバーの顔が揃ってるけど、アーティスト写真とジャケットを同じにする事でイメージの統一を目指したんだ。ミュージック・クリップから何から全部、戦略を立ててやったからね」と綴っている。
このミュージック・ビデオは、本作の初回生産限定盤に付属するDVDに初収録されている。また、2019年12月11日には公式YouTubeアーティストチャンネルにおいて、映像の無料公開が開始されている。

## 収録曲
| #         | タイトル                                                 | 作詞      | 作曲      | 編曲                          | 時間  |
| --------- | -------------------------------------------------------- | --------- | --------- | ----------------------------- | ----- |
| 1.        | 「X X X」                                                | hyde      | hyde      | L'Arc〜en〜Ciel, Hajime Okano | 4:07  |
| 2.        | 「I'm so happy -L'Acoustic version-」                    | hyde      | hyde      | Produced by hyde              | 4:41  |
| 3.        | 「X X X (hydeless version)」                             |           | hyde      | L'Arc〜en〜Ciel, Hajime Okano | 4:08  |
| 4.        | 「I'm so happy -L'Acoustic version- (hydeless version)」 |           | hyde      | Produced by hyde              | 4:37  |
| 合計時間: | 合計時間:                                                | 合計時間: | 合計時間: | 合計時間:                     | 17:33 |

## 楽曲解説
1. X X X
  - 作詞・作曲: hyde / 編曲: L'Arc〜en〜Ciel & Hajime Okano

エレクトロ隆盛以降のアメリカのR&Bを果敢に吸収したロック・ナンバー[16]。この曲は、作詞・作曲を手掛けたhydeの意向により、「R&Bとメタルをくっつける[5]」というコンセプトで制作が開始されている。hydeは、具体的なイメージについて「ロックじゃない音…例えばデスティニーズ・チャイルドみたいなのをロックにするとどうなるだろうなって、そのミクスチャーを考えてたんです[6]」と本作発売当時に語っている。このように、企画性のある楽曲としてこの曲が制作されることとなった。
kenは、この曲のギターアプローチについて「（デモの）リフがダウンチューニングだったので新鮮でしたね[17]」「hydeのデモがダウンチューニングになっていたんだけど、その開放の雰囲気が欲しかったからリフは全弦1音下げにしました[17]」と述べている。なお、kenはこの曲で、ローチューニング仕様にした際でも適度なテンションが得られることから、「dragonfly Custom Model」も弾いている[18]。ちなみにライヴでこの曲を披露する際は、レギュラーチューニングで演奏されている[17]。さらにkenは、hydeの制作したデモ音源に入っていたギターソロを気に入ったため、hydeが弾いたデモのソロをそのまま音源に使うことを提案したという[17]。ただ、hydeのリクエストにより、音源ではkenが別のフレーズを弾き直している[17]。このことについて、kenは本作発売当時のインタビューで「本当にhydeのソロをなくすのがもったいなかったんだよね。遠吠えみたいですごく良かったんですよ、本当にみんなに聴かせたいくらい！なので、フレーズはほとんど一緒にして、さらにhydeの遠吠え感はなくさないように、俺なりの遠吠えを入れました[12]」「ソロでのピックキングハーモニクスと、チョーキングを戻すタイミングにこだわりました。ディレイ成分とのいい感じの組み合わせが出るように何回か録りましたね[17]」と述べている。
また、yukihiroのドラム録りにおいても、hydeの意向が反映されている[19]。hydeは、自身がデモに入れたキックのパターンが一定だったため[20]、「一定すぎるからちょっと変えたい[19]」と思っていたという。その思いを受け、yukihiroがランダムで独特なキックのドラムパターンを考えたという[19]。他にも、hydeのリクエストにより、サビはシンコペーションでアクセントをつけたリズムとなっている[21]。また、tetsuyaはこの曲のベース録りではピックを使わず、基本的にフィンガー・ピッキングで弾いている。
なお、hydeはこの曲に対する思い入れがとても強かったようで、メロディの違うバージョンを50パターンほど作ったという[22]。また、hydeは歌録りを終えたあと、自身の歌唱に「やっぱり倍音が足りない[6]」と納得ができず、録音し直している[6]。さらにhydeは、一度出来上がったミックスにも納得ができず、マスタリングをやり直すことにしたと述べている[6]。このように仕上がりにこだわった結果、hyde曰く、アレンジ作業に約5ヶ月ほどかかってしまったという[23]。この曲の制作を振り返り、hydeは「2回目（のミックス）も結構びっちりやりましたからね。ホンット苦労しました。"どうしたらいいだろう？"って悩むこともすごく多かったけど、kenが親身に相談役になってくれたり、yukihiroからは"この打ち込み具合はなくさないほうがいいと思うよ"って意見をもらったり。俺も変に生っぽくしすぎるとこの曲の良さが活きないと思ってたから、そこは意識して死守しました。tetsuyaも折々でアイデアをくれたし、何より最初に"この曲がいいな"って言ってくれたのはtetsuyaなんで、そういう意味では案外L'Arc〜en〜Cielの意見が飛び交った曲ですね[6]」「"他の曲作るのはもう、ええわ。この曲だけめっちゃカッコ良くしたろ"思って、この曲だけをずっとアレンジしまくってました[22]」と述べている。結果、2010年9月から本格的なアルバムレコーディングが行われたアルバム『BUTTERFLY』において、hyde単独で作曲クレジットがついた音源は、既発曲を除くと、この曲だけが収録されることになった。ちなみに、yukihiroは「アルバム『BUTTERFLY』のレコーディングで刺激になった曲」としてこの曲をあげている[24]。また、yukihiroは、この曲を含めたhyde作曲の楽曲の印象について「hydeの曲って、僕はどこでもサビに聴こえるんですよ。特に最近の曲はそういう印象なんですよね。今回の曲（「X X X」）も、普通に考えれば＜Feel〜＞のところがサビなんだろうけど、頭のメロディがサビと捉えることもできるし。もちろん"ここがサビです"っていうのがあって然るべきなんだろうけど、僕個人としては"どこがサビでもいいんじゃないかな"って思ってて。それはもう、聴く人が判断すればいいんじゃないかな[20]」と述べている。なお、yukihiroは「アルバム『BUTTERFLY』のレコーディングで刺激になった曲」として「X X X」をあげている[24]。
タイトルに含まれた単語「X」は、愛情表現を示す"キスマーク"を意味しており、英語圏の女性がよく使うスラングの一種となっている。この「X（キス）」は、恋人など親密な人に送る手紙やメールにおいて、最後の署名のあとにつけることにより、相手への愛情を示すために使われている。従って、この曲のタイトルは「キス・キス・キス」と読むのが正式となっている。ちなみに、「X（キス）」を3つ並べた場合、"別れのキス"を意味することが多い。
また、歌詞には＜Darling 最後のキスなのね＞のような女性言葉を取り入れたフレーズが散りばめられている。なお、女性言葉を歌詞に取り入れるのは、L'Arc〜en〜Cielの楽曲としては今回が初めてのこととなった。
さらにhydeは、この曲をレコーディングする際は、フェミニンなイメージで歌録りをしたという。hydeはアルバム発売時に受けたインタビューで、自身のボーカルワークについて「そのキャラになりきってるというか、その曲を歌うためにはどんな手段でも使う。今はなんかもう、それを振り切ってやってる感じですよね。（中略）「X X X」なんか、本当は女の子が歌った方が可愛かったりすると思うから、自分の歌い方もちょっとフェミニンな感じになってしまうけど、今はそうやって割り切ってる分、もっと突っ込んでいける[25]」と述べている。
余談だが、「X」はローマ数字で"10"を表しているため、「X X X」はキスマークであるとともに"30"も意味している。hydeはこのことも考えてタイトルを決めたようで、本作発売当時のインタビューにおいて「言ってしまえば30周年に向けて、っていう意味もありますよ。こじつけっちゃこじつけかもしれないけど、一応そういうことも思ってました。ただ、僕にとっては未来というより"現在のL'Arc〜en〜Ciel"をいかにカッコよくさせるかがテーマで。どうしてもシングルは明るい曲になりがちなんで、そこじゃないところで勝負したいなとは思ってました[6]」と述べている。
ちなみに、フィジカル発売翌年の2012年5月23日には、この曲の全英語詞バージョン「X X X -English version-」が配信限定でリリースされている（詳細は配信限定楽曲参照）。
2. I'm so happy -L'Acoustic Version-
  - 作詞・作曲: hyde / プロデュース: hyde

4thシングル「風にきえないで」にカップリングとして収録された「I'm so happy」のアコースティックバージョン。
アコースティックアレンジをするにあたり、プロデュースを担当したhyde曰く「歌詞とアレンジが合わないところがあった」という[6]。このhydeの考えから、オリジナルから一部歌詞が変更され、完全なボーカルの録り直しが行われている[6]。なお、hydeはこの曲のボーカル録りを振り返り「歌うときに少々メロディが変わるような歌い方をしたかったんです。フェイクがガンガン入るような[6]」「歌詞が決まっててもう何回も歌ってる曲って自分の中でメロディがロックされてて、すごく崩しにくいんですね。だったら一回、歌詞を失くして、ラララから歌ったほうがフェイクは入れやすい。それで一度自由に歌って、その後にもう一回歌詞をもってきたら、どうしても合わないところがあったので、じゃあ今の解釈で変えてみようって[6]」と述べている。
さらに、yukihiroはこの曲の演奏でブラシを使用しているが、yukihiroは「ブラシ奏法をやってるわけではなくて、あくまでもスティックの代わりに使ってるだけです[20]」と語っている。

## 参加ミュージシャン
- hyde：Vocal
- ken：Guitar
- tetsuya：Bass
- yukihiro：Drum
- X X X
  - hyde：Keyboards, Programming
  - 西平彰：Keyboards, Programming, Strings Arrangement
  - 斎藤仁：Manipulate
  - 金原千恵子ストリングス：Strings
- I'm so happy -L'Acoustic Version-
  - 佐々木真理：Electric Piano

## 初回生産限定盤付属DVD
1. X X X -Music Clip-
ディレクター：内野政明[26]

## 配信限定楽曲
X X X -English version-
CDシングルの表題曲「X X X」の全英語詞バージョンで、「I Love Rock'n Roll」以来となる配信楽曲。2012年5月23日から配信開始。
2012年に開催した海外ライヴツアー「WORLD TOUR 2012」およびライヴハウス公演「一夜限りのL'Arc〜en〜Ciel Premium Night」では、このバージョンが演奏されている。他にも、2012年の年末に出演したテレビ朝日系番組『ミュージックステーション スーパーライブ 2012』においても、このバージョンが披露されている。
また、2012年3月3日発売の海外版ベストアルバム『WORLD'S BEST SELECTION』にこの曲が収録されており、この作品で初CD化となった。

## 収録アルバム
オリジナルアルバム
- 『BUTTERFLY』 (#1)

ベストアルバム
- 『WORLD'S BEST SELECTION』 (#1,全英語詞バージョン)